# Duc de Bourgogne (1751)
Il Duc de Bourgogne faceva parte di una nuova serie di vascelli di linea a due ponti da 80 cannoni, di cui rappresentava il quinto esemplare dopo Tonnant (1743), Soleil Royal (1749), Foudroyant (1750) e Formidable (1751), realizzati dalla Marine royale al fine di ottenere navi caratterizzata da un buon rapporto costo/manovrabilità/armamento per contrastare efficacemente sui mari la potenza della Royal Navy.

## Storia
Il vascello Duc de Bourgogne fu impostato sullo scalo, inizialmente con il nome di Brave, al termine della guerra di successione austriaca che aveva visto la perdita di numerosi vascelli, mentre altri necessitavano di numerosi e vasti lavori di riparazione.
Disegnato dall'ingegnere François Guillaume Clairain des Lauriers, e costruito da Antoine Groignard, il Duc de Bourgogne era lungo 173 piedi francesi, largo 44, e pescava 22,6 per 1.800 tonnellate di dislocamento. 
Come per tutte le navi dell'epoca, lo scafo del Duc de Bougogne era in rovere, legno pesante e molto resistente. Per la sua costruzione furono necessarie quasi 3000 querce di età compresa tra 80 e 100 anni.
Il sartiame (alberi e pennoni) è realizzata in abete, un legno leggero e flessibile.  Da 30 a 35 pini venivano assemblati per formare un albero. Gli affusti dei cannoni e delle pompe erano realizzati in olmo, le sculture di prua e di poppa erano in tiglio e pioppo, le carrucole in guaiaco. Gli arredamenti interni erano realizzati in noce. Le corde (oltre 80 tonnellate) e le vele (circa 3000 m²) erano in canapa. Un secondo set di vele e corde era immagazzinato nella stiva per poter affrontare i danni causati dai combattimenti o dal maltempo, che erano sempre frequenti. Progettato per poter operare per settimane, se necessario, molto lontano dalle sue basi europee le sue capacità di trasporto erano considerevoli.
A bordo venivano stivati tre mesi di consumo di acqua, integrati da sei mesi di vino e acqua fresca. A questo si aggiungevano dai cinque ai sei mesi di cibo, cioè diverse decine di tonnellate di biscotti, farina, ortaggi secchi e freschi, carne e pesce sotto sale, formaggio, olio, aceto, sale, per non parlare del bestiame vivo che poteva essere macellato nel corso della campagna.
I cannoni dell'armamento erano realizzati in ferro. L'armamento era così distribuito: 30 cannoni da 36 libbre, quindici per lato, sul primo ponte, 32 cannoni da 18 libbre, 16 per lato, e 18 pezzi da 8 libbre suddivisi nei masconi di prua e poppa. 
Il Duc de Bourgogne effettuò la sua prima campagna militare nel 1757, impegnato in operazioni contro l'Inghilterra quando la guerra era già in corso da due anni. Allora la nave era agli ordini del commodoro Charles-Alexandre de Morell d'Aubigny d'Assy (Conte d'Aubigny). Fu assegnato ad una squadra di nove navi e due fregate al comando di Emmanuel Auguste Cahideuc Dubois de La Motte che andò in America per difendere la piazzaforte di Louisbourg. La missione fu un successo: partita da Brest il 3 maggio, la squadra navale arrivò sana e salva il 19 giugno, partecipando così all'importante concentrazione navale che salvò Louisbourg dall'invasione inglese nel corso di quell'anno. In ottobre  Duc de Bourgogne lasciò il Canada per ritornare in Francia. Come le altre navi, fu colpita dalla grave epidemia di tifo che devastò gli equipaggi. Al suo arrivo a Brest, deve entrare direttamente in porto senza ancorare in rada, data la mancanza di personale per poter eseguire le manovre.
Nonostante la sua potenza di fuoco, il Duc de Bourgogne non fu impegnato nel 1759 nel tentativo di sbarcare in Inghilterra che si concluse con la sconfitta nella Battaglia della baia di Quiberon.
Nel 1761 fu sottoposto ad importanti lavori di raddobbo, e nel dicembre dello stesso anno su di esso alzava la sua bandiera lo chef d'escadre Charles de Courbon-Blénac. Il Duc de Bourgogne funse da nave ammiraglia di una piccola forza navale composta da otto navi che partì per la Martinica con come scorta ad un convoglio di rinforzi che trasportava 5 500 uomini. Questo succedeva dopo la capitolazione dell'isola (12 febbraio 1762), ma le navi sbarcarono i rinforzi a Santo Domingo per mettere al sicuro questa importante colonia francese da ogni tentativo di sbarco inglese.
Nel 1778 la Francia entrò nella guerra d'indipendenza americana. Il Duc de Bourgogne, agli ordini dello chef d'escadre Étienne Pierre de Rochechouart e del capitano di vascello Charles de Charritte si unì all'armata navale del tenente generale Louis Guillouet d'Orvilliers (trentadue navi, otto fregate, sei piccole unità) che lasciò Brest il 7 luglio 1778 per affrontare le forze dell'ammiraglio Augustus Keppel che attraversò l'ingresso del Canale della Manica. Nella notte dal 23 al 24 giugno, la nave si perse in compagnia dell'Alexandre e ritornò a Brest senza poter partecipare alla battaglia di Ouessant (27 luglio 1778). Questa assenza fu molto sentita perché il Duc de Bourgogne, oltre alla sua potenza di fuoco, era nave ammiraglia della seconda divisione dello squadra bianco-blu. Il ministro della marina Antoine de Sartine, molto insoddisfatto, voleva portare Rochechouart e Charitte davanti a un consiglio di guerra, insieme al comandante dell'Alexandre, ma d'Orvilliers si espresse a loro favore invocando la difficoltà di manovrare nella notte e della loro mancanza di esperienza, e quindi la questione fu abbandonata.

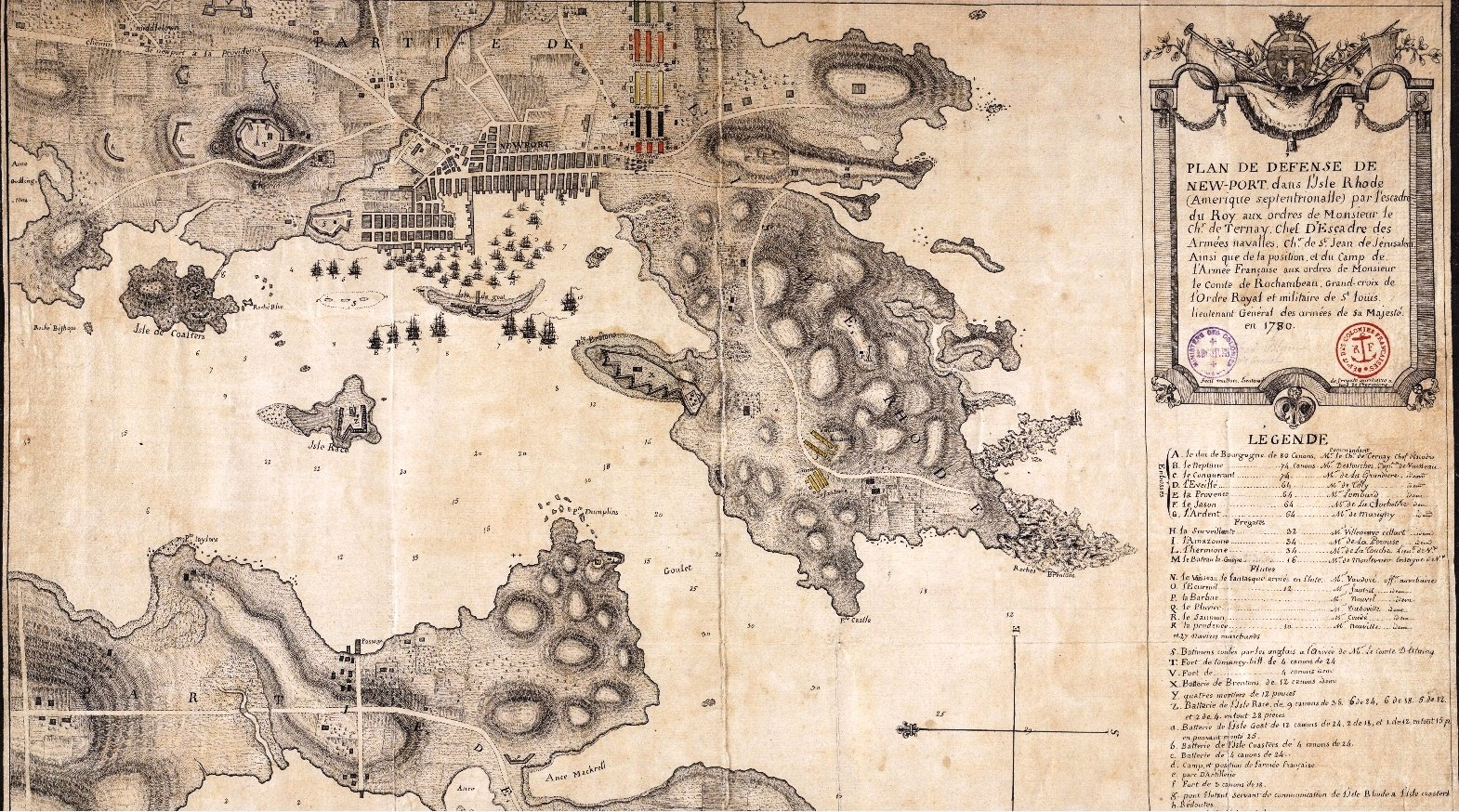
La squadra navale francese all'ormeggio a Newport nel 1780 con alla sua testa il vascello Duc de Bourgogne.

Nel 1779 il Duc de Bourgogne fu riparato e il suo scafo rivestito di lamine di rame. Nave ammiraglia di Charles-Henri-Louis d'Arsac de Ternay, e al comando del capitano Charles de Médine, scortò con una squadra navale composta dai vascelli Neptune, 74 cannoni, capitano Destouches, Conquérant, 74 cannoni, capitano de La Grandière, Provence, 64 cannoni, capitano de Lombard, Ardent, 64 cannoni, capitano de Marigny, Jason, 64 cannoni, capitano Chadeau de la Clocheterie, Éveillé, 64 cannoni, capitano Le Gardeur de Tilly, Fantasque, armato come flûte, 64 cannoni, capitano Vaudoré, le flûte Surveillante, capitano de Villeneuve Cillard, la fregata Amazone, capitano de la Pérouse, la fregata Bellone, e il cutter Guêpe, capitano de Maulévrier, il corpo di spedizione francese, al comando di Jean-Baptiste Donatien de Vimeur de Rochambeau, inviato in aiuto degli insorti americani il 2 maggio 1780. La Amazone, che costituiva l'avanguardia della flotta, arrivò a Boston l'11 giugno 1780. Il 20 giugno, all'altezza della Bermuda, incontrò la squadra navale al comando di William Cornwallis con la quale impegnò un breve combattimento per proteggere il convoglio. L'11 luglio d'Arsac de Ternay sbarcò l'armata di Rochambeau nel Rhode Island, e la nave trascorse quindi l'inverno del 1780-1781 a Newport. Ternay, minato dalle febbri, si spense a bordo del Duc de Bourgogne il 19 dicembre 1780.
Nel marzo 1781 la nave, al comando di Nicolas-Louis de Durfort, partecipò alla battaglia di Capo Henry come parte della piccola formazione al comando di Jacques-Melchior Saint-Laurent, Conte di Barras, succeduto a Ternay dopo la morte del medesimo. Nel settembre 1781 il vascello si unì, sempre con la squadra navale di Barras de Saint-Laurent, all'impressionante concentrazione navale francese nella baia di Chesapeake che pose l'assediò alle truppe inglesi a Yorktown. Dopo la vittoria francese, fu integrato nel grande squadra navale agli ordini dell'ammiraglio François Joseph Paul de Grasse. Nel gennaio 1782 partecipò alla battaglia di Saint Kitts al fine di impadronirsi dell'omonima isola. Il 12 aprile dello stesso anno, per ordine di Charles Régis de Coriolis d'Espinouse, il Duc de Bourgogne partecipò alla battaglia delle Saintes, dove entrò in collisione con il vascello Bourgogne dovendo lasciare la linea di battaglia, che terminò con una parziale vittoria degli inglesi. 
Nel 1792, dopo lo scoppio della rivoluzione francese, nel mese di settembre fu ribattezzato Peuple, e nel febbraio 1794 Caton. Radiato dal servizio attivo fu posto in disarmo a Brest nel febbraio 1798, venendo demolito entro il gennaio 1800.

### Annotazioni
1. ↑  Un litro di vino al giorno per ogni uomo. Il vino integrava in gran parte l'acqua che ristagnava nelle botti dopo poche settimane di navigazione.
2. ↑  Montoni (sei al mese ogni 100 uomini), pollame (una gallina al mese ogni sette uomini, con anche tacchini, piccioni, anatre.
3. ↑  Il Fantasque dislocava 1.200 tonnellate, era predisposto come nave ospedale e poteva trasportare anche 150 soldati.

### Fonti
1. 1 2 3 4  Roche 2005, p. 159.
2. 1 2 3 4  Threedecks.
3. ↑  Meyer, Acerra 1994, pp. 90-91.
4. ↑  Meyer, Acerra 1994, pp. 100-103.
5. 1 2 3 4 5 6  Acerra, Zysberg 1997, pp. 107-119.
6. 1 2 3  Vergé-Franceschi 2002, pp. 1486-1487.
7. 1 2 3  Troude 1867-1868, pp. 341-344.
8. ↑  Zysberg 2002, p. 272.
9. 1 2 3  Lacour-Gayet 1910, pp. 127-129.
10. ↑  Lacour-Gayet 1910, p. 645.
11. 1 2 3 4  Taillemite 2002, p. 498.
12. ↑  Monaque 2000, p. 38.
13. ↑  La Jonquiere 1996, p. 95.